# Scream (canção de Kelis)
"Scream" é uma canção da cantora americana Kelis, retirada do seu quinto álbum de estúdio, Flesh Tone. Foi lançada em 10 de outubro de 2010 como terceiro single do álbum.

## Faixas
Download Digital
1. "Scream" - 3:30

## Histórico de Lançamento
| País        | Data                  | Formato          | Gravadora       |
| ----------- | --------------------- | ---------------- | --------------- |
| Reino Unido | 10 de outubro de 2010 | CD Single        | will.i.am music |
| Reino Unido | 10 de outubro de 2010 | Download Digital | Interscope      |